# Cão da serra de aires
Cão da serra de aires är en hundras från Portugal. Den är en vallhund och herdehund som är vanligast i Alentejo. Vid början av 1970-talet var den nära nog utdöd och ett räddningsarbete vidtog. Som vallhund är den mycket allround och vallar inte bara får, getter och nötboskap utan även hästar och t.o.m. svin. Den är arbetsam, lättlärd, livlig och tillgiven. Den har stor uthållighet och skall vara extremt vig och snabb och röra sig med långt och lätt steg.